# Goniurellia ebejeri
Goniurellia ebejeri är en tvåvingeart som beskrevs av Merz 2002. Goniurellia ebejeri ingår i släktet Goniurellia och familjen borrflugor.
Artens utbredningsområde är Oman. Inga underarter finns listade i Catalogue of Life.